# Lijst van nummer 1-hits in Wallonië in 1997
Deze hits stonden in 1997 op nummer 1 in de Waalse Ultratop 40, de bekendste hitlijst in Wallonië.
| Datum        | Artiest       | Titel                                                              |
| ------------ | ------------- | ------------------------------------------------------------------ |
| 4 januari    | Gala          | Freed from desire                                                  |
| 11 januari   | Gala          | Freed from desire                                                  |
| 18 januari   | Gala          | Freed from desire                                                  |
| 25 januari   | Gala          | Freed from desire                                                  |
| 1 februari   | Gala          | Freed from desire                                                  |
| 8 februari   | Gala          | Freed from desire                                                  |
| 15 februari  | Toni Braxton  | Un-Break My Heart                                                  |
| 22 februari  | Toni Braxton  | Un-break my heart                                                  |
| 1 maart      | Toni Braxton  | Un-break my heart                                                  |
| 8 maart      | Toni Braxton  | Un-break my heart                                                  |
| 15 maart     | Toni Braxton  | Un-break my heart                                                  |
| 22 maart     | Gala          | Let a boy cry                                                      |
| 29 maart     | Gala          | Let a boy cry                                                      |
| 5 april      | Gala          | Let a boy cry                                                      |
| 12 april     | Gala          | Let a boy cry                                                      |
| 19 april     | Gala          | Let a boy cry                                                      |
| 26 april     | Gala          | Let a boy cry                                                      |
| 3 mei        | Gala          | Let a boy cry                                                      |
| 10 mei       | Ricky Martin  | Maria (Un, dos, tres)                                              |
| 17 mei       | Ricky Martin  | Maria (Un, dos, tres)                                              |
| 24 mei       | Ricky Martin  | Maria (Un, dos, tres)                                              |
| 31 mei       | Ricky Martin  | Maria (Un, dos, tres)                                              |
| 7 juni       | Ricky Martin  | Maria (Un, dos, tres)                                              |
| 14 juni      | Ricky Martin  | Maria (Un, dos, tres)                                              |
| 21 juni      | Ricky Martin  | Maria (Un, dos, tres)                                              |
| 28 juni      | Ricky Martin  | Maria (Un, dos, tres)                                              |
| 5 juli       | Ricky Martin  | Maria (Un, dos, tres)                                              |
| 12 juli      | Ricky Martin  | Maria (Un, dos, tres)                                              |
| 19 juli      | Wes           | Alane                                                              |
| 26 juli      | Wes           | Alane                                                              |
| 2 augustus   | Wes           | Alane                                                              |
| 9 augustus   | Wes           | Alane                                                              |
| 16 augustus  | Wes           | Alane                                                              |
| 23 augustus  | Wes           | Alane                                                              |
| 30 augustus  | Wes           | Alane                                                              |
| 6 september  | Wes           | Alane                                                              |
| 13 september | Will Smith    | Men in black                                                       |
| 20 september | Elton John    | Something about the way you look tonight / Candle in the wind 1997 |
| 27 september | Elton John    | Something about the way you look tonight / Candle in the wind 1997 |
| 4 oktober    | Elton John    | Something about the way you look tonight / Candle in the wind 1997 |
| 11 oktober   | Elton John    | Something about the way you look tonight / Candle in the wind 1997 |
| 18 oktober   | Elton John    | Something about the way you look tonight / Candle in the wind 1997 |
| 25 oktober   | Elton John    | Something about the way you look tonight / Candle in the wind 1997 |
| 1 november   | Aqua          | Barbie girl                                                        |
| 8 november   | Aqua          | Barbie girl                                                        |
| 15 november  | Aqua          | Barbie girl                                                        |
| 22 november  | Aqua          | Barbie girl                                                        |
| 29 november  | Aqua          | Barbie girl                                                        |
| 6 december   | Aqua          | Barbie girl                                                        |
| 13 december  | Aqua          | Barbie girl                                                        |
| 20 december  | Florent Pagny | Savoir aimer                                                       |
| 27 december  | Florent Pagny | Savoir aimer                                                       |